# Colline des Anges
La colline des Anges (en espagnol cerro de los Ángeles) est une butte-témoin située en Espagne qui marque le centre géographique de la péninsule Ibérique.

## Géographie
Située sur le territoire de la commune de Getafe, à environ 10 km au sud de Madrid, la colline constitue une butte-témoin qui culmine à 666 m d'altitude.

## Histoire
Situé au nord de l'esplanade, l'ermitage Notre-Dame-des-Anges a été construit au XIVe siècle. Près de lui s'élève le couvent des Carmélites déchaussées.
Situé à l'extrémité sud de la colline, le monument au Sacré-Cœur-de-Jésus a été inauguré le 30 mai 1919 par le roi Alphonse XIII après la consécration de l'Espagne au Sacré-Cœur de Jésus. Il est l'œuvre de l'architecte Carlos Maura Nadal et du sculpteur Aniceto Marinas. D'une hauteur de 9 m, la statue représentant le Christ a été financée par Juan Mariano de Goyeneche y Gamio, diplomate péruvien.
La colline a été le théâtre de plusieurs batailles lors de la guerre civile.